# Šmarje (Ajdovščina)
Šmarje é uma vila localizada no município de Ajdovščina na Eslovênia. Possuía uma população estimada de 197 habitantes em 2020.